# Volker Eckert
Volker Eckert: (1 de julio de 1959 - 2 de julio de 2007) fue un asesino en serie alemán que confesó el asesinato de 6 mujeres, 5 de ellas prostitutas, aunque se lo imputa por 19 muertes desde 1974 hasta el 2006. Eckert, de 48 años de edad, era un camionero y estuvo acusado de asesinar mujeres en sus recorridos por Europa, en países tales como Francia, España y su propio país, Alemania.
Eckert confesó haber estrangulado a 3 prostitutas en España y a dos en Francia, además de asesinar a una compañera de clase en Alemania, en 1974, cuando él tenía 15 años de edad y su compañera 14. 
En 1988, Volker Eckert fue condenado a 12 años de prisión por violaciones, malos tratos y varios intentos de asesinato, pero en 1994 ya se encontraba en libertad.
Eckert fue arrestado en su casa de Colonia, Alemania, el 17 de noviembre de 2006 en donde se encontraron mechones de pelo y pedazos de ropa de las mujeres a las cuales asesinó; además en la cabina de su camión, guardaba fotos de las mujeres, amordazadas, violadas y asesinadas, para deleite propio.
Luego de ser arrestado, confesó: "Estoy tan desquiciado que me siento aliviado por el arresto"
El 2 de julio de 2007 fue encontrado muerto en su celda, un día después de cumplir 48 años.